# Žlijebi
Žlijebi (cyr. Жлијеби) – wieś w Czarnogórze, w gminie Herceg Novi. W 2011 roku liczyła 10 mieszkańców.